# Arunvivel
Arunvivel (Smicronyx reichii) är en skalbaggsart som först beskrevs av Leonard Gyllenhaal 1836.  Arunvivel ingår i släktet Smicronyx, och familjen vivlar. Enligt den svenska rödlistan är arten nära hotad i Sverige. Arten förekommer i Götaland, Gotland och Öland. Artens livsmiljö är havsstränder, jordbrukslandskap, våtmarker, stadsmiljö.